# Brödtorp
Brödtorp är en egendom belägen strax väster om Pojo kyrkby i Raseborg i landskapet Nyland. Det är en medeltida sätesgård, med vilken ett tiotal frälse- och landbohemman förenades 1780–1910. 
Brödtorp ägdes på 1500-talet bland annat av släkterna Balk och Ram, gick sedan i arv inom släkten Uggla fram till 1778, innehades 1833–1899 av friherrliga ätten Hisinger och 1916–1962 av Ernst Rotermann, sedan av dottern Melita Knape (1962–1990), sedan Ernst Knape (1990-2017) och den sistnämndes son Gustaf Knape (2017-).  
Gårdens huvudbyggnad torde ha uppförts i mitten av 1700-talet. Den har senare flera gånger om- och tillbyggts. Frukt- och bärodling har sedan länge bedrivits på Brödtorp, som gett namn åt en över stora delar av världen spridd sort av svarta vinbär. Egendomens totalareal är 512 hektar, varav 145 hektar åker och trädgård. På gården finns i dag en 18-håls golfbana omfattande omkring 77 hektar (Bruksgolf, invigd 1988).